# Tuszymka
Tuszymka – rzeka, prawobrzeżny dopływ Wisłoki o długości 34,47 km. 
Źródła rzeki znajdują się w okolicy miejscowości Bukowiec, na Płaskowyżu Kolbuszowskim. Jest to jedna z najczystszych rzek na podkarpaciu. W jej wodach żyją szlachetne ryby łososiowate - pstrąg i lipień.
W miejscowościach Kamionka i Ruda, na styku dwóch gmin (Ostrów i Sędziszów Małopolski), na rzece znajduje się zbiornik retencyjny o powierzchni 7,3 ha, wykorzystywany do celów rekreacyjno-wypoczynkowych. W miejscowości Cierpisz znajduje się podobny zbiornik o powierzchni 1,5 ha.